# EaseUS Partition Master
EaseUS Partition Master ist ein Festplattenverwaltungsprogramm des 2004 gegründeten chinesischen Software-Herstellers EaseUS, mit dem Benutzer Festplatten (Festplattenlaufwerke, SSDs) auf Windows-PCs und auf x64-Servern mit einer Version von Windows Server verwalten können.

## Versionen und Funktionen
Das von EaseUS Software erstellte Programm wurde ursprünglich im Jahr 2006 veröffentlicht. Es ist in drei Versionen erhältlich: Home und Professional für Heimanwender, und Enterprise. Es führt Aufgaben aus, die die grafischen Windows-Bordmittel teilweise nicht bieten, einschließlich das Durchführen von Festplattenoberflächentest, das Verstecken von Partitionen, das Neuerstellen von Partitionstabellen und Bootsektoren (MBR, GPT) und das Erstellen eines auf Windows PE basierenden Live-Systems.
Im Jahr 2021 wurde der Version 16.5 von EaseUS Partition Master die Funktion zum Erweitern/Verkleinern der Systempartition hinzugefügt, sowie die Unterstützung für das Dateisystem exFAT.

## Kritik
Die Home-Edition des EaseUS Partition Master hat bei Tests in der c’t 2009 gut abgeschnitten (damals nur als 32-Bit-Version 4.01 für Windows 2000 bis Vista) und gilt als zuverlässig. Es ist auch stets im Windows-PE-basierten c’t-Notfall-Windows enthalten. Es wird auch deshalb gerne empfohlen, weil es in der Home-Version für Heimanwender gratis ist.